# Campeonato Mundial de Gimnasia Artística de 2027
El LV Campeonato Mundial de Gimnasia Artística se celebrará en Chengdu (China) entre el 23 de septiembre y el 7 de octubre de 2027 bajo la organización de la Federación Internacional de Gimnasia (FIG) y la Federación China de Gimnasia.